# Список character song-синглів «Suzumiya Haruhi»
Перелічені character song-сингли пов'язані з аніме-серіалом «Меланхолія Судзумії Харухі». Їх виконують сейю, що озвучували п'ятьох головних героїв, а також сейю другорядних персонажів. У перших трьох були пісні Хірано Аї у ролі Судзумії Харухі, Чіхари Мінорі у ролі Наґато Юкі та Юко Ґото в ролі Мікуру Асахіни. Більше того, вийшли ще два диски персонажів, що виконали Мацуока Юкі в ролі Цуруї та Куватані Нацуко в ролі Рьоко Асакури. Пізніше, 24 січня 2007, вийшли ще два диски, що виконали Аокі Саяка в ролі сестри Кьона та Шіраторі Юрі в ролі Емірі Кімідорі. Зрештою, 21 лютого 2007 вишли диски у виконанні Коїдзумі Іцукі та Кьона.
В кожному з дев'ятьох синглів, що вийшли у 2006—2007 роках, є соло-версії пісні «Hare Hare Yukai». Версії Харухі, Юкі та Мікуру є просто каверами оригіналу, а версії інших персонажів мають певні відмінності. У версіях Цуруї та Рьоко текст трохи змінено та передає їхній характер. У версії Цуруї є її фірмова фраза «ньоро», а у версії Рьоко, на відміну від оптимістичного оригіналу, співається про безнадію та руйнування. Втім, у цих двох версіях таке ж інструментальне аранжування, як в оригіналі, а в інших чотирьох його теж було змінено: версія сестри Кьона дуже позитивна, Емірі — серйозна; Іцукі в своїй версії співає про свої здібності екстрасенса, а Кьон співає про свої нові турботи.

## 2006—2007

### Харухі Судзумія
Melancholy of Haruhi Suzumiya Character Song Vol. 1 Haruhi Suzumiya (яп. 涼宮ハルヒの憂鬱　キャラクターソング Vol. 1 涼宮ハルヒ, Suzumiya Haruhi no Yūutsu Kyarakutā Songu Vol. 1 Suzumiya Haruhi) — перший том «character song»-альбомів, випущений 5 липня 2006. Особлива версія третього тому DVD аніме-серіалу в Північній Америці, випущена 25 вересня 2007, мала цей CD в комплекті.
- Найвище місце в тижневих чартах Oricon: #11
- Тижнів у чартах: 10 тижнів[4]

| #  | Назва                                                    | Тривалість |
| -- | -------------------------------------------------------- | ---------- |
| 1. | «Parallel Days (яп. パラレル Days)»                      | 4:19       |
| 2. | «SOS Nara Daijōbu (яп. SOS ならだいじょーぶ)»            | 3:46       |
| 3. | «Hare Hare Yukai (яп. ハレ晴レユカイ)» (соло Харухі)     | 3:37       |
| 4. | «Parallel Days (інструментальна версія)»                 | 4:19       |
| 5. | «SOS Nara Daijōbu (інструментальна версія)»              | 3:46       |
| 6. | «Hare Hare Yukai (інструментальна версія)» (соло Харухі) | 3:37       |

### Юкі Наґато
Melancholy of Haruhi Suzumiya Character Song Vol. 2 Yuki Nagato (яп. 涼宮ハルヒの憂鬱　キャラクターソング Vol. 2 長門 有希, Suzumiya Haruhi no Yūutsu Kyarakutā Songu Vol. 2 Nagato Yuki) — другий том «character song»-альбомів, випущений 5 липня 2006.
- Найвище місце в тижневих чартах Oricon: #13
- Тижнів у чартах: 17 тижнів[6] (Довше за всі інші character song-сингли)

| #  | Назва                                                                               | Тривалість |
| -- | ----------------------------------------------------------------------------------- | ---------- |
| 1. | «Yuki, Muon, Madobe Nite. (яп. 雪、無音、窓辺にて。, досл. «Сніг, тиша, у вікна.»)» | 4:30       |
| 2. | «SELECT?» (соло Юкі)                                                                | 4:21       |
| 3. | «Hare Hare Yukai (яп. ハレ晴レユカイ)» (соло Юкі)                                   | 3:37       |
| 4. | «Yuki, Muon, Madobe Nite. (інструментальна версія) (яп. 雪、無音、窓辺にて。)»      | 4:30       |
| 5. | «SELECT? (інструментальна версія)»                                                  | 4:21       |
| 6. | «Hare Hare Yukai (інструментальна версія) (яп. ハレ晴レユカイ)» (соло Юкі)          | 3:37       |

### Мікуру Асахіна
Melancholy of Haruhi Suzumiya Character Song Vol. 3 Mikuru Asahina (яп. 涼宮ハルヒの憂鬱　キャラクターソング Vol. 3 朝比奈 みくる, Suzumiya Haruhi no Yūutsu Kyarakutā Songu Vol. 3 Asahina Mikuru) — третій том «character song»-альбомів, випущений 5 липня 2006.
- Найвище місце в тижневих чартах Oricon: #14
- Тижнів у чартах: 8 тижнів[8]

Трекліст
1. "Mitsukete Happy Life" (яп. 見つけて Happy Life) — 3:57
2. "Toki no Puzzle" (яп. 時のパズル) — 4:22
3. "Hare Hare Yukai (соло Мікуру)" (яп. ハレ晴レユカイ) — 3:37
4. "Mitsukete Happy Life (інструментальна версія)" (яп. 見つけて Happy Life) — 3:57
5. "Toki no Puzzle (інструментальна версія)" (яп. 時のパズル) — 4:22
6. "Hare Hare Yukai (соло Мікуру) (інструментальна версія)" (яп. ハレ晴レユカイ) — 3:37

### Цуруя-сан
The Melancholy of Haruhi Suzumiya Character Song Vol. 4 Tsuruya-san (яп. 涼宮ハルヒの憂鬱　キャラクターソング Vol. 4 鶴屋さん, Suzumiya Haruhi no Yūutsu Kyarakutā Songu Vol. 4 Tsuruya-san) — четвертий том «character song»-альбомів, випущений 6 грудня 2006.
- Найвище місце в тижневих чартах Oricon: #13
- Тижнів у чартах: 9 тижнів[10]

Трекліст
1. "Seishun Ii ja nai ka" (яп. 青春いいじゃないかっ) — 4:09
2. "Megassa Kōkishin" (яп. めがっさ好奇心) — 5:14
3. "Hare Hare Yukai" ~Ver. Tsuruya-san~ (яп. ハレ晴レユカイ～Ver.鶴屋さん～) — 3:37
4. "Seishun Ii ja nai ka" (інструментальна версія) (яп. 青春いいじゃないかっ（off vocal）) — 4:09
5. "Megassa Kōkishin" (інструментальна версія) (яп. めがっさ好奇心（off vocal）) — 5:14

### Рьоко Асакура
The Melancholy of Haruhi Suzumiya Character Song Vol. 5 Ryōko Asakura (яп. 涼宮ハルヒの憂鬱　キャラクターソング Vol. 5 朝倉涼子, Suzumiya Haruhi no Yūutsu Kyarakutā Songu Vol. 5 Asakura Ryōko) — п'ятий том «character song»-альбомів, випущений 6 грудня 2006.
- Найвище місце в тижневих чартах Oricon: #16
- Тижнів у чартах: 9 тижнів[12]

Трекліст
1. "Koyubi de Gyu!" (яп. 小指でぎゅっ！) — 4:39
2. «COOL EDITION» — 3:48
3. "Hare Hare Yukai" ~Ver. Asakura Ryōko~ (яп. ハレ晴レユカイ～Ver.朝倉涼子～) — 3:37
4. "Koyubi de Gyu!" (інструментальна версія) (яп. 小指でぎゅっ！) — 4:39
5. «COOL EDITION» (інструментальна версія) — 3:48[13]

### Сестра Кьона
The Melancholy of Haruhi Suzumiya Character Song Vol. 6 Kyon's Sister (яп. 涼宮ハルヒの憂鬱　キャラクターソング Vol. 6 キョンの妹, Suzumiya Haruhi no Yūutsu Kyarakutā Songu Vol. 6 Kyon no Imōto) — шостий том «character song»-альбомів, випущений 24 січня 2007.
- Найвище місце в тижневих чартах Oricon: #10
- Тижнів у чартах: 6 тижнів[15]

Трекліст
1. "Imōto Wasurecha Oshioki Yo" (яп. 妹わすれちゃおしおきよ) — 3:37
2. "Hare Hare Yukai" ~Ver. Kyon's Sister~ (яп. ハレ晴レユカイ～Ver.キョンの妹～) — 3:42
3. "Imōto Wasurecha Oshioki Yo" (інструментальна версія) (яп. 妹わすれちゃおしおきよ) — 3:37
4. "Hare Hare Yukai" ~Ver. Kyon's Sister~ (інструментальна версія) (яп. ハレ晴レユカイ～Ver.キョンの妹～（off vocal）) — 3:42[16]

### Емірі Кімідорі
The Melancholy of Haruhi Suzumiya Character Song Vol. 7 Emiri Kimidori (яп. 涼宮ハルヒの憂鬱　キャラクターソング Vol. 7 喜緑 江美里, Suzumiya Haruhi no Yūutsu Kyarakutā Songu Vol. 7 Kimidori Emiri) — сьомий том «character song»-альбомів, випущений 24 січня 2007.
- Найвище місце в тижневих чартах Oricon: #11
- Тижнів у чартах: 5 тижнів[18]

Трекліст
1. «Fixed Mind» — 5:04
2. "Hare Hare Yukai" ~Ver. Emiri Kimidori~ (яп. ハレ晴レユカイ～Ver.喜緑江美里～) — 4:50
3. «Fixed Mind» (інструментальна версія) — 5:04
4. "Hare Hare Yukai" ~Ver. Emiri Kimidori~ (інструментальна версія) (яп. ハレ晴レユカイ～Ver.喜緑江美里～) — 4:50[16]

### Іцукі Коїдзумі
Melancholy of Haruhi Suzumiya Character Song Vol. 8 Itsuki Koizumi (яп. 涼宮ハルヒの憂鬱 キャラクターソング Vol.8 古泉一樹, Suzumiya Haruhi no Yūutsu Kyarakutā Songu Vol. 8 Koizumi Itsuki) — восьмий том «character song»-альбомів, випущений 21 лютого 2007.
- Найвище місце в тижневих чартах Oricon: #11
- Тижнів у чартах: 10 тижнів[21]

Трекліст
1. "Maggāre ↓ Spectacle" (яп. まっがーれ↓スペクタクル, Maggāre↓Supekutakuru) — 3:51
2. "Hare Hare Yukai" ~Ver. Itsuki Koizumi~ (яп. ハレ晴レユカイ～Ver.古泉一樹～) — 5:08
3. "Maggāre ↓ Spectacle" (інструментальна версія) (яп. まっがーれ↓スペクタクル (інструментальна версія), Maggāre↓Supekutakuru) — 3:51
4. "Hare Hare Yukai" ~Ver. Itsuki Koizumi~ (інструментальна версія) (яп. ハレ晴レユカイ～Ver.古泉一樹～) — 5:08

### Кьон
Melancholy of Haruhi Suzumiya Character Song Vol. 9 Kyon (яп. 涼宮ハルヒの憂鬱 キャラクターソング Vol.9 キョン, Suzumiya Haruhi no Yūutsu Kyarakutā Songu Vol. 9 Kyon) — дев'ятий том «character song»-альбомів, випущений 21 лютого 2007. Сингл Кьона зайняв найвище місце з усіх синглів персонажів «Меланхолії Харухі Судзумії», та був другим за тривалістю знаходження у чартах.
- Найвище місце в тижневих чартах Oricon: #9
- Тижнів у чартах: 12 тижнів[24]

Трекліст
1. "Kentai Life Returns!" (яп. 倦怠ライフ・リターンズ!, Kentai Raifu Ritānzu!) — 3:36
2. "Hare Hare Yukai" ~Ver. Kyon~ (яп. ハレ晴レユカイ～Ver.キョン～) — 5:10
3. "Kentai Life Returns!" (інструментальна версія) (яп. 倦怠ライフ・リターンズ! (інструментальна версія), Kentai Raifu Ritānzu!) — 3:36
4. "Hare Hare Yukai" ~Ver. Kyon~ (інструментальна версія) (яп. ハレ晴レユカイ～Ver.キョン～) — 5:10

### Suzumiya Haruhi no Kiroku
Suzumiya Haruhi no Kiroku (яп. 涼宮ハルヒの記録, досл. «Записи Судзумії Харухі») — альбом-компіляція «character song»-синглів, випущений 5 серпня 2009.
- Найвище місце в тижневих чартах Oricon: #17
- Тижнів у чартах: 4 тижні[26]

Трекліст
| #   | Назва                                                    | Вокаліст         | Тривалість |
| --- | -------------------------------------------------------- | ---------------- | ---------- |
| 1.  | «Parallel Days (яп. パラレルDays)»                       | Хірано Ая        | 4:15       |
| 2.  | «SOS Nara Daijōbu (яп. SOSならだいじょーぶ)»             | Хірано Ая        | 3:44       |
| 3.  | «Yuki, Muon, Madobe Nite. (яп. 雪、無音、窓辺にて。)»    | Чіхара Мінорі    | 4:26       |
| 4.  | «SELECT? (яп. SELECT?)»                                  | Чіхара Мінорі    | 4:19       |
| 5.  | «Mitsukete Happy Life (яп. 見つけてHappy Life)»          | Ґото Юко         | 3:55       |
| 6.  | «Toki no Puzzle (яп. 時のパズル)»                        | Ґото Юко         | 4:18       |
| 7.  | «Seishun Ii ja Nai Katsu (яп. 青春いいじゃないかっ)»     | Мацуока Юкі      | 4:07       |
| 8.  | «Megassa Koukishin (яп. めがっさ好奇心)»                 | Мацуока Юкі      | 5:12       |
| 9.  | «Koyubi de Gyutsu! (яп. 小指でぎゅっ!)»                  | Куватані Нацуко  | 4:35       |
| 10. | «COOL EDITION (яп. COOL EDITION)»                        | Куватані Нацуко  | 3:44       |
| 11. | «Imouto Wasurecha Oshioki yo (яп. 妹忘れちゃおしおきよ)» | Аокі Саяка       | 3:34       |
| 12. | «fixed mind (яп. fixed mind)»                            | Шіраторі Юрі     | 5:04       |
| 13. | «Maggare↓Spectacle (яп. まっがーれ↓スペクタクル)»        | Оно Дайсуке      | 3:49       |
| 14. | «Kentai Life Returns! (яп. 倦怠ライフ・リターンズ!)»     | Суґіта Томокадзу | 3:32       |

## 2009

### Харухі Судзумія
Melancholy of Haruhi Suzumiya Character Song Vol. 1 Haruhi Suzumiya (яп. 涼宮ハルヒの憂鬱　キャラクターソング Vol. 1 涼宮ハルヒ, Suzumiya Haruhi no Yūutsu Kyarakutā Songu Vol. 1 Suzumiya Haruhi) — перший том «character song»-альбомів, випущений 1 жовтня 2009.
- Найвище місце в тижневих чартах Oricon: #16
- Тижнів у чартах: 5 тижнів[28]

Трекліст
1. «Punkish Regular» — 3:24
2. "Sono Hi Sora wa Kitto Aoi" (яп. その日空はきっと青い) — 4:03
3. «Punkish Regular (інструментальна версія)» — 3:24
4. "Sono Hi Sora wa Kitto Aoi (інструментальна версія)" (яп. その日空はきっと青い) — 3:46

### Юкі Наґато
Melancholy of Haruhi Suzumiya Character Song Vol. 2 Yuki Nagato (яп. 涼宮ハルヒの憂鬱　キャラクターソング Vol. 2 長門 有希, Suzumiya Haruhi no Yūutsu Kyarakutā Songu Vol. 2 Nagato Yuki) — другий том «character song»-альбомів, випущений 1 жовтня 2009.
- Найвище місце в тижневих чартах Oricon: #13
- Тижнів у чартах: 5 тижнів[30]

Трекліст
1. «under 'Mebius'» — 5:11
2. "Tsūka Chiten no Musica" (яп. 通過地点のMUSICA) — 3:51
3. «under 'Mebius' (інструментальна версія)» — 5:11
4. "Tsūka Chiten no Musica (інструментальна версія)" (яп. 通過地点のMUSICA) — 3:51

### Мікуру Асахіна
Melancholy of Haruhi Suzumiya Character Song Vol. 3 Mikuru Asahina (яп. 涼宮ハルヒの憂鬱　キャラクターソング Vol. 3 朝比奈 みくる, Suzumiya Haruhi no Yūutsu Kyarakutā Songu Vol. 3 Asahina Mikuru) — третій том «character song»-альбомів, випущений 1 жовтня 2009.
- Найвище місце в тижневих чартах Oricon: #21
- Тижнів у чартах: 3 тижні[32]

Трекліст
1. "Etto...Returns Shite Revenge!" (яп. えっと…リターンズしてリベンジ！) — 3:53
2. "Hen desu, Kowai desu" (яп. ヘンですコワイです) — 3:48
3. "Etto...Returns Shite Revenge! (інструментальна версія)" (яп. えっと…リターンズしてリベンジ！) — 3:53
4. "Hen desu, Kowai desu (інструментальна версія)" (яп. ヘンですコワイです) — 3:48

### Іцукі Коїдзумі
Melancholy of Haruhi Suzumiya Character Song Vol. 4 Itsuki Koizumi (яп. 涼宮ハルヒの憂鬱　キャラクターソング Vol. 4 古泉一樹, Suzumiya Haruhi no Yūutsu Kyarakutā Songu Vol. 4 Koizumi Itsuki) — четвертий том «character song»-альбомів, випущений 18 листопада 2009.
- Найвище місце в тижневих чартах Oricon: #24
- Тижнів у чартах: 5 тижнів[34]

Трекліст
1. "'Tsumaranai Hanashi desu yo' to Boku wa Iu" (яп. 「つまらない話ですよ」と僕は言う) — 4:25
2. "Tada no Himitsu" (яп. ただの秘密) — 4:40
3. "'Tsumaranai Hanashi desu yo' to Boku wa Iu (інструментальна версія)" (яп. 「つまらない話ですよ」と僕は言う) — 4:25
4. "Tada no Himitsu (інструментальна версія)" (яп. ただの秘密) — 4:40

### Кьон
Melancholy of Haruhi Suzumiya Character Song Vol. 5 Kyon (яп. 涼宮ハルヒの憂鬱　キャラクターソング Vol. 5 キョン, Suzumiya Haruhi no Yūutsu Kyarakutā Songu Vol. 5 Kyon) — п'ятий том «character song»-альбомів, випущений 9 грудня 2009.
- Найвище місце в тижневих чартах Oricon: #15
- Тижнів у чартах: 6 тижнів[36]

Трекліст
1. "Homo Sapiens Rhapsody" (яп. ホモ・サピエンス・ラプソディ) — 4:21
2. "Daga Soredake Janai" (яп. だがそれだけじゃない) — 3:48
3. "Homo Sapiens Rhapsody (інструментальна версія)" (яп. ホモ・サピエンス・ラプソディ) — 4:21
4. "Daga Soredake Janai (інструментальна версія)" (яп. だがそれだけじゃない) — 3:48

### Цуруя-сан
Melancholy of Haruhi Suzumiya Character Song Vol. 6 Tsuruya-san (яп. 涼宮ハルヒの憂鬱　キャラクターソング Vol. 6 鶴屋さん, Suzumiya Haruhi no Yūutsu Kyarakutā Songu Vol. 6 Tsuruya-san) — шостий том «character song»-альбомів, випущений 9 грудня 2009.
- Найвище місце в тижневих чартах Oricon: #33
- Тижнів у чартах: 3 тижні[38]

Трекліст
1. "Matte Matte! Irasshai" (яп. 祭って祭って! いらっしゃ～い) — 3:16
2. "Osawagase no the End" (яп. お騒がせのジ・エンド) — 3:38
3. "Matte Matte! Irasshai (інструментальна версія)" (яп. 祭って祭って! いらっしゃ～い) — 3:16
4. "Osawagase no the End (інструментальна версія)" (яп. お騒がせのジ・エンド) — 3:38

### Таніґучі
Melancholy of Haruhi Suzumiya Character Song Vol. 7 Taniguchi (яп. 涼宮ハルヒの憂鬱　キャラクターソング Vol. 7 谷口, Suzumiya Haruhi no Yūutsu Kyarakutā Songu Vol. 7 Taniguchi) — сьомий том «character song»-альбомів, випущений 9 грудня 2009.
- Найвище місце в тижневих чартах Oricon: #32
- Тижнів у чартах: 3 тижні[40]

Трекліст
1. "Jinsei no Shuyaku Call！" (яп. 人生の主役コール！) — 3:30
2. "Tomodachi Toshite wa Sorega" (яп. 友達としてはソレが) — 3:47
3. "Jinsei no Shuyaku Call！ (інструментальна версія)" (яп. 人生の主役コール！) — 3:30
4. "Tomodachi Toshite wa Sorega (інструментальна версія)" (яп. 友達としてはソレが) — 3:47